# Stevica Ristić

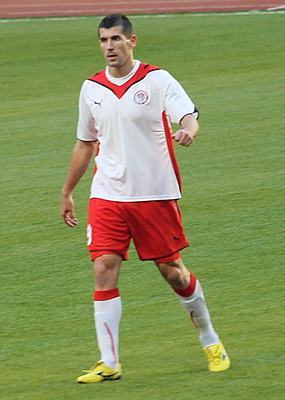
Stevica Ristić (2010)

Stevica Ristić (maz.: Стевица Ристиќ; * 23. Mai 1982 in Vršac, Jugoslawien) ist ein ehemaliger serbischer und heutiger mazedonischer Fußballspieler.
Der in Serbien geborene Ristić kam über seinen Heimatverein FK Vršac und FK Mladost Lux 2003 zu Sileks Kratovo. Hier war er in den Saisons 2004/05 und 2005/06 bester Torschütze der Prva-Liga, der höchsten mazedonischen Spielklasse. Im Spätsommer 2006 nahm er die mazedonische Staatsbürgerschaft an und wurde von Nationaltrainer Srečko Katanec für das EM-Qualifikationsspiel am 7. Oktober 2006 in England erstmals in den Kader der Nationalmannschaft seines neuen Heimatlandes berufen. Auf seinen ersten Einsatz musste er allerdings noch etwas warten: den hatte er erst im Freundschaftsspiel in Albanien am 7. Februar 2007. Er schoss auch gleich seinen bislang einzigen Treffer zum 1:0-Sieg. 
2007 wurde er erneut Torschützenkönig, und nach insgesamt 57 Treffern in 82 Spielen wechselte er von Kratovo in die koreanische K-League zu Jeonbuk Hyundai Motors.
Von 2010 bis 2011 stand er beim russischen Verein Amkar Perm unter Vertrag.